# Gimnur gros
El gimnur gros (Echinosorex gymnura) és una espècie de gimnur originària de la península de Malaca, Borneo i Sumatra. Té un pelatge bast que és blanc al cap i a la part distal de la cua, però que és negre a la resta del cos. Els pèls de la cua són escassos. Té el nas llarg i mòbil. El cos és llarg i estret. Sense comptar la cua, la mida varia entre 26 i 46 centímetres i les femelles tendeixen a ser més grosses que els mascles.